# مارين لوبان
مارين آن بيرين "مارين" لوبان (بالفرنسية: Marine Le Pen) وُلدت في 5 أغسطس 1968، هي محامية وسياسية فرنسية. شغلت منصب رئيسة حزب التجمع الوطني اليميني المتطرف بين عامي 2011 و2021، ترشّحت للانتخابات الرئاسية الفرنسية في أعوام 2012 و2017 و2022. وهي نائب في الجمعية الوطنية الفرنسية عن الدائرة الحادية عشرة في إقليم با دو كاليه منذ عام 2017، وتشغل منذ يونيو 2022 منصب زعيمة الكتلة البرلمانية لحزب التجمع الوطني في الجمعية الوطنية.
لوبان هي الابنة الصغرى لزعيم الحزب السابق جان ماري لوبان، وعمة النائب السابقة في الجبهة الوطنية ماريون مارشال. انضمت مارين إلى الجبهة الوطنية عام 1986، وانتُخبت لاحقًا مستشارة إقليمية في مناطق نورد-با دو كاليه (1998–2004، 2010–2015)، إيل دو فرانس (2004–2010)، وأو دو فرانس (2015–2021)، كما شغلت منصب عضو في البرلمان الأوروبي (2004–2017)، ومستشارة بلدية في مدينة هينان-بومون (2008–2011). فازت بزعامة الجبهة الوطنية في عام 2011، بحصولها على 67.6% من الأصوات، متفوقةً على برونو غولنيش، وخلفت والدها الذي ترأس الحزب منذ تأسيسه في عام 1972.
حصلت لوبان في الانتخابات الرئاسية الفرنسية لعام 2012 على المركز الثالث بنسبة 17.9% من الأصوات، خلف فرانسوا هولاند ونيكولا ساركوزي. وفي انتخابات 2017، ترشّحت مرة أخرى وحلّت ثانية في الجولة الأولى بنسبة 21.3%، لتواجه إيمانويل ماكرون، مرشح حزب إلى الأمام الوسطي، في الجولة الثانية. في 7 مايو 2017، اعترفت بهزيمتها بعد حصولها على نحو 33.9% من الأصوات. في عام 2020، أعلنت ترشّحها للمرة الثالثة للانتخابات الرئاسية التي جرت في 2022، حيث حصلت على المركز الثاني في الجولة الأولى بنسبة 23.2%، وتأهلت للجولة الثانية أمام ماكرون، لكنها خسرت بعد نيلها 41.5% من الأصوات.
قادت لوبان حركة "إزالة الشيطنة" عن الجبهة الوطنية لتلطيف صورتها العامة، وشملت هذه الجهود طرد عدد محدود من الأعضاء المتهمين بالعنصرية، أو معاداة السامية، أو التعاطف مع نظام بيتان. في أغسطس 2015، طردت والدها من الحزب بعد تصريحات مثيرة للجدل أدلى بها. وعلى الرغم من تحرير بعض مواقف الحزب السياسية، مثل إلغاء معارضته للشراكات المثلية ومعارضته المطلقة للإجهاض، وكذلك دعمه لعقوبة الإعدام، فإن لوبان لا تزال تتبنى العديد من السياسات التقليدية للحزب، وتركّز بشكل خاص على معارضة الهجرة، والدفاع عن النزعة القومية، والسياسات الحمائية.
تؤيد لوبان القومية الاقتصادية، وتدعو إلى دور تدخلي للحكومة، كما تعارض العولمة والتعددية الثقافية. تدعو إلى الحد من الهجرة، وحظر الذبح الطقسي. وقد عبّرت في السابق عن دعمها لفلاديمير بوتين وروسيا، ودعت إلى تعاون أوثق قبل الغزو الروسي لأوكرانيا عام 2022؛ ورغم إدانتها الشديدة للحرب، فقد صرّحت بأن روسيا يمكن أن تصبح "حليفًا لفرنسا مجددًا" إذا أنهت الحرب. كما أعربت عن دعمها لإسرائيل خلال حرب غزة.
اختارتها مجلة تايم ضمن قائمة أكثر مئة شخصية تأثيرًا في العالم في عامي 2011 و2015. وفي عام 2016، صنفتها مجلة بوليتيكو كثاني أكثر نائب تأثيرًا في البرلمان الأوروبي بعد رئيس البرلمان الأوروبي حينها مارتن شولتز. وفي يناير 2024، وبعد أشهر من ارتفاع شعبيتها في استطلاعات الرأي، أصبحت لوبان - وللمرة الأولى - أكثر السياسيين شعبية في فرنسا، بحسب استطلاع أجرته مؤسسة فيريان-إيبوكا لصالح مجلة لو فيغارو.
في 31 مارس 2025، أُدينت لوبان مع ثمانية نواب أوروبيين آخرين واثني عشر مساعدًا برلمانيًا بتهمة اختلاس أكثر من أربعة ملايين يورو من أموال البرلمان الأوروبي لتمويل موظفين يعملون لصالح الجبهة الوطنية. شملت الأحكام الصادرة بحق عدد من النواب حظر الترشح للمناصب السياسية. وحُكم على لوبان بالسجن لمدة أربع سنوات، مع حظر من الترشح للمناصب العامة لمدة خمس سنوات، ما أدى فعليًا إلى استبعادها من الانتخابات الرئاسية الفرنسية المقبلة عام 2027. كما فُرضت عليها غرامة قدرها 100 ألف يورو.

## حياتها
مارست مارين لوبان مهنة المحاماة بين 1992 و1998. انتُخبت عضواً في البرلمان الأوروبي في سنة 2004 وأعيد انتخابها في سنة 2009، تترأس حزب الجبهة الوطنية منذ 16 يناير 2011.
كانت مارين لوبان مرشحة عن الجبهة الوطنية في الانتخابات الرئاسية الفرنسية 2012.

### حياتها الخاصة
تنتسب لوبان إلى الروم الكاثوليك. تزوجت في عام 1995 من فرانك تشوفروي، وهو مدير أعمال عمل في الجبهة الوطنية. لديها ثلاثة أبناء من فرانك تشوفروي، (جيهان، لويس، وماتيلد). بعد طلاقها من تشوفروي في عام 2000، تزوجت من إريك لوريو في عام 2002، الأمين الوطني السابق للجبهة الوطنية والمستشار السابق  للانتخابات الإقليمية في نور باس دي كاليه، ثم تطلقت منه في عام 2006.
وهي الآن في علاقة مع لويس أليوت منذ عام 2009،، الذي هو من عرقية الأقدام السوداء الفرنسية وإرث اليهود الجزائريين. كان الأمين العام للجبهة الوطنية في الفترة من 2005 إلى 2010، ثم نائب الرئيس الوطني الذي كان مسؤولا عن المشروع. تقضي معظم وقتها في سانت كلاود، وقد أقامت في لا سيل-سانت-كلاود مع أبنائها الثلاثة منذ سبتمبر 2014، ولديها شقة في هينان بومونت. اشترت مع أليوت منزلا في ميلاس، عام 2010. 

## الانتخابات الرئاسية لعام 2017

### الدورة الأولى
تقدمت مارين لوبن في في الاقتراع الأول من الانتخابات الرئاسية الفرنسية 2017 التي أقيمت في 23 نيسان/ أبريل 2017 ولم يفز أي مرشح بالأغلبية المطلقة، ولكن حلَّ إيمانويل ماكرون أولاً : حيث حصل على 24.01٪ (صوت له: 8 656 346 شخص)، وحلت مارين لوبن ثانياً حيث حصلت على 21,30 ٪ (صوت لها: 7 678 491  شخص)، وتأهل المرشحان للجولة الأخيرة في 7 أيار / مايو 2017.

### الدورة الثانية

#### المناظرة الرئاسية
تجابهت مارين لوبن مع خصمها إيمانويل ماكرون في مناظرة يوم 3 أيار 2017 قبيل الموعد النهائي للانتخابات، وكان موقفها ضعيفاً ولم تقدم أي مشروع واكتفت بانتقاد خصمها ماكرون الذي بدا وكأنه رئيس دولة وله مشروع شامل. وصفت هذه المناظرة من قبل صحيفة لو فيغارو بأنها شجاراً وليست نقاشاً.

#### النتيجة النهائية للدورة الثانية
أقيمت الدورة الثانية من الانتخابات الرئاسية الفرنسية 2017 في 7 مايو /أيار 2017 وجاءت نتيجتها بخسارة ماريان لوبان بنتيجة 33.94% . وفوز إيمانويل ماكرون بنسبة 66.06 حسب ما أعلنته الداخلية الفرنسية  ، وتمثل هذه النتيجة فوزا ساحقا على مرشحة حزب اليمين المتطرف ليغدو ماكرون الرئيس الثامن للجمهورية الفرنسية.

## الآراء والمواقف
أعربت لوبان عن مواقفها بشأن مجموعة واسعة من القضايا السياسية كالاقتصاد والهجرة والقضايا الاجتماعية والسياسة الخارجية. وذكرت أنها تركز حملتها على البرنامج الاقتصادي والاجتماعي لحزب الجبهة الوطنية، نظرًا لأن سياسات الهجرة التي يتبعها الحزب باتت معروفة بشكل أفضل للناخبين.
وُصفت بأنها أكثر ديمقراطية وجمهوريّة من والدها القومي جان ماري لوبان، القائد السابق لحزب الجبهة الوطنية، إذ حاولت تحسين صورة الحزب بإعادة صياغة المواقف السياسية، وطرد الأعضاء المتهمين بالعنصرية أو معاداة السامية أو التواطؤ مع العدو النازي، ومن ضمنهم والدها. ساهمت مارين لوبان أيضًا في تخفيف حدة بعض مواقف الحزب السياسية، إذ دافعت عن الاتحاد المدني للأزواج من نفس الجنس بدلًا من معارضة حزبها سابقًا للاعتراف القانوني بالشراكات من نفس الجنس، وقبلت الإجهاض غير المشروط وسحبت عقوبة الإعدام من منصتها.
فيما يتعلق بالسياسة الاقتصادية، تفضّل لوبان الحمائية كبديل للتجارة الحرة. وتدعم القومية الاقتصادية وفصل الاستثمار عن عمليات مصارف التجزئة، وتنويع مصادر الطاقة، وتعارض خصخصة الخدمات العامة والضمان الاجتماعي، والمضاربة في الأسواق الدولية للسلع الأساسية، والسياسة الزراعية المشتركة.
تعارض لوبان العولمة التي تجدها السبب في التوجهات الاقتصادية السلبية، وتعارض الاتحاد الأوروبي فوق الوطني والفدرالية، وتفضل بدلًا منهما «أوروبا الأمم» المتحالفة بشكل فضفاض. ودعت فرنسا إلى مغادرة منطقة اليورو، ومع ذلك، ورد في مايو 2019 أنها لم تعد ترغب في أن تترك فرنسا عملة اليورو. ودعت إلى استفتاء على مغادرة فرنسا الاتحاد الأوروبي. كانت معارِضةً صريحةً لمعاهدة لشبونة، وتعارض انضمام تركيا وأوكرانيا إلى الاتحاد الأوروبي. تعهّدت لوبان بإخراج فرنسا من الناتو ومنطقة نفوذ الولايات المتحدة. وتقترح استبدال منظمة التجارة العالمية، وإلغاء صندوق النقد الدولي.
تزعم لوبان وحزب الجبهة الوطنية أن التنوع الثقافي باء بالفشل، وتطالب بـ «نزع أسلمة» المجتمع الفرنسي. تدعو لوبان إلى وقف الهجرة القانونية، وسوف تلغي القوانين التي تسمح للمهاجرين غير الشرعيين بأن يصبحوا مقيمين قانونيين، وتطالب بخفض الإعانات المقدمة للمهاجرين لإحباط دوافع المهاجرين الجدد. بعد بداية الربيع العربي وأزمة المهاجرين إلى أوروبا، دعت لوبان فرنسا إلى الانسحاب من منطقة شنغن وإعادة ضبط الحدود.
فيما يتعلق بالسياسة الخارجية، تدعم لوبان إقامة شراكة متميزة مع روسيا، وتصرح بأن الولايات المتحدة «أخضعت» أوكرانيا. وهي ناقدة لاذعة لسياسة الناتو في المنطقة، والمشاعر المعادية لروسيا في أوروبا الشرقية، والتهديدات بفرض عقوبات اقتصادية.

## وصلات خارجية
- مارين لوبان على موقع IMDb (الإنجليزية)
- مارين لوبان على موقع ميتاكريتيك (الإنجليزية)
- مارين لوبان على موقع الموسوعة البريطانية (الإنجليزية)
- مارين لوبان على موقع روتن توميتوز (الإنجليزية)
- مارين لوبان على موقع مونزينجر (الألمانية)
- مارين لوبان على موقع إن إن دي بي (الإنجليزية)
- مارين لوبان على موقع قاعدة بيانات الفيلم (الإنجليزية)

- البرلمان الأوروبي (بالإنجليزية)
- مارين لوبان (بالفرنسية)